# Hammer Point
Der Hammer Point (englisch für Hammerspitze, in Chile Punta Clothier) war ursprünglich eine Landspitze im Nordwesten von Robert Island im Archipel der Südlichen Shetlandinseln. Durch den Rückzug der Eiskappe von Robert Island zu Beginn des 21. Jahrhunderts entstand die über einen Tombolo mit Robert Island verbundene Insel Boatin Island, deren nördliches Ende der Hammer Point nunmehr bildet.
Erste Luftaufnahmen entstanden im Dezember 1956 bei der Falkland Islands and Dependencies Aerial Survey Expedition (1955–1957). Der British Antarctic Survey nahm zwischen 1975 und 1976 Vermessungen vor. Das UK Antarctic Place-Names Committee verlieh der Landspitze 1978 ihren deskriptiven Namen. Die seit 1962 in Chile gültige Benennung leitet sich vom Clothier Harbor ab. Dessen Namensgeber ist das Schiff Clothier unter Kapitän Alexander Bunker Clark (1793–1876), das dort am 7. Dezember 1820 havarierte und sank.